# توماس ألكسندر هيكمان
توماس ألكسندر هيكمان هو قاضي ومحامي كندي، ولد في 19 أكتوبر 1925 في غراند بانك ‏ في كندا، وتوفي في يناير 2016 في نيوفندلاند ولابرادور في كندا.